# Tupin-et-Semons
Tupin-et-Semons là một xã thuộc tỉnh Rhône trong vùng Auvergne-Rhône-Alpes phía đông nước Pháp. Xã này nằm ở khu vực có độ cao trung bình 450 mét trên mực nước biển.